# ایگل-ویل (کلرادو)
ایگل-وِیل (به انگلیسی: Eagle-Vail) یک منطقهٔ مسکونی در ایالات متحده آمریکا است که در شهرستان ایگل، کلرادو واقع شده‌است. ایگل-ویل ۵٫۱ کیلومتر مربع مساحت و ۲٬۸۸۷ نفر جمعیت دارد.